# Idaea falckii
Idaea falckii är en fjärilsart som beskrevs av Hedemann 1879. Idaea falckii ingår i släktet Idaea och familjen mätare. Inga underarter finns listade i Catalogue of Life.